# Tartu Jalgpalliklubi Tammeka
Il Tartu Jalgpalliklubi Tammeka, comunemente noto come Tammeka Tartu o Tammeka (da Tamm, in italiano Quercia), è una società calcistica estone con sede nella città di Tartu. Milita in Meistriliiga, la prima divisione del campionato nazionale.

## Storia
Fondato nel 1989 come squadra giovanile, si iscrisse al campionato estone nel 2000 e cominciò subito la sua ascesa: quell'anno vinse la III Liiga (quarta serie) e l'anno successivo si ripeté vincendo la II Liiga, giungendo in Esiliiga. Dopo tre anni in Esiliiga, la vinse nel 2004, conquistando la Meistriliiga.
Alla prima partita nella massima serie il Tammeka rimediò una sonora sconfitta (0-9) contro la Dünamo Tallinn. Malgrado lo scivolone iniziale la squadra si riassestò e concluse la stagione al 7º posto. L'anno successivo finì sesto.
Nel 2007 si fuse con la squadra concittadina del Maag Tartu, dando vita al Maag Tammeka Tartu. Dopo due stagioni il sodalizio fu sciolto e il club riprese la sua denominazione di Tartu JK Tammeka.
Nel 2012 si classificò ultimo ma evitò la retrocessione in Esiliiga a causa della non iscrizione del Viljandi; fu dunque ripescato in Meistriliiga.
Nel 2013 mantenne la massima serie vincendo lo spareggio promozione-retrocessione contro il Tarvas Rakvere. Anche nel 2015 riesce a preservare il posto in Meistriliiga grazie alla vittoria nello spareggio, stavolta contro il Kalev Tallinn.
Ha raggiunto la finale in Eesti Karikas 2016-2017, dove ha perso contro l'Infonet. In Meistriliiga conferma il 7º posto della precedente stagione.
Nel 2018 conclude al 6º posto, dietro al Paide Linnameeskond e davanti al Tulevik Viljandi.
Nel 2019 migliora ulteriormente le prestazioni raggiungendo il 5º posto finale e aggiornando il miglior piazzamento in Meistriliiga, che ottiene anche nel campionato 2020.
Nel 2021 stanzia in bassa classifica, con una lunga serie negativa di sconfitte che si interrompe nel finale di stagione, quando riesce a sopravanzare il Vaprus Pärnu e ad accedere, in virtù del 9º posto, allo spareggio promozione/retrocessione contro la seconda dell'Esiliiga, il Kalev Tallinn. L'andata si conclude 0-0, ma al ritorno il Tammeka si impone in casa per 3-0 e conserva il suo posto in Meistriliiga.
Dopo un 6º posto nel 2022, in Meistriliiga 2023 il Tammeka è di nuovo impelagato nelle ultime posizioni mantenendosi davanti solo all'Harju Laagri, contro cui disputa l'ultima partita della stagione, decisiva per evitare la retrocessione diretta. Il Tammeka vince per 2-1 e rimane penultimo; gioca poi lo spareggio contro il Viimsi (secondo in Esiliiga), agevolmente sconfitto con un 6-1 complessivo. Sempre nel 2023 raggiunge le semifinali di Coppa d'Estonia, dove viene eliminato dal Flora Tallinn.
Nel campionato 2024 si piazza al quinto posto.

## Palmarès

### Competizioni nazionali
- Esiliiga: 1

2004
- II Liiga: 1

2001
- III Liiga: 1

2000

### Altri piazzamenti
- Coppa di Estonia:

Finalista: 2007-2008, 2016-2017
Semifinalista: 2009-2010, 2012-2013, 2015-2016, 2022-2023

## Statistiche

### Partecipazione ai campionati
| Livello | Categoria    | Partecipazioni | Debutto | Ultima stagione | Totale |
| ------- | ------------ | -------------- | ------- | --------------- | ------ |
| 1º      | Meistriliiga | 21             | 2005    | 2025            | 21     |
| 2º      | Esiliiga     | 3              | 2002    | 2004            | 3      |
| 3º      | II Liiga     | 1              | 2001    | 2001            | 1      |
| 4º      | III Liiga    | 1              | 2000    | 2000            | 1      |

## Organico

### Rosa 2025
Aggiornata al 15 giugno 2025.
| N. |                        | Ruolo | Calciatore       |
| -- | ---------------------- | ----- | ---------------- |
| 4  | Estonia (bandiera)     | D     | Mait Vaino       |
| 5  | Estonia (bandiera)     | D     | Marius Vister    |
| 6  | Nigeria (bandiera)     | A     | Chilem Williams  |
| 7  | Estonia (bandiera)     | D     | Mairo Miil       |
| 9  | Nigeria (bandiera)     | A     | Ahmed Adebayo    |
| 10 | Italia (bandiera)      | C     | Giacomo Uggeri   |
| 11 | Estonia (bandiera)     | C     | Kevin Burov      |
| 13 | Estonia (bandiera)     | C     | Reio Laabus      |
| 14 | Inghilterra (bandiera) | A     | Olawale Tanimowo |
| 15 | Ghana (bandiera)       | C     | David Epton      |
| 17 | Estonia (bandiera)     | A     | Robin Müür       |
| 18 | Estonia (bandiera)     | D     | Mihkel Sepp      |

| N. |                    | Ruolo | Calciatore       |
| -- | ------------------ | ----- | ---------------- |
| 19 | Estonia (bandiera) | A     | Tristan Koskor   |
| 20 | Georgia (bandiera) | C     | Akaki Gvineria   |
| 22 | Estonia (bandiera) | C     | Tanel Lang       |
| 23 | Estonia (bandiera) | A     | Patrick Veelma   |
| 24 | Estonia (bandiera) | C     | Herman Pedmanson |
| 26 | Nigeria (bandiera) | D     | Ganiu Ogungbe    |
| 27 | Estonia (bandiera) | D     | Laurits Õunpuu   |
| 28 | Estonia (bandiera) | D     | Rasmus Kallas    |
| 77 | Estonia (bandiera) | P     | Carl Kiidjärv    |
| 88 | Estonia (bandiera) | D     | Kevin Anderson   |
| 94 | Estonia (bandiera) | P     | Richard Aland    |